# Jeholodens
Jeholodens jenkinsi es un primitivo mamífero triconodonto extinto de la familia Jeholodentidae, que vivió en lo que ahora es China durante en el periodo Cretácico, hace unos 125 millones de años.

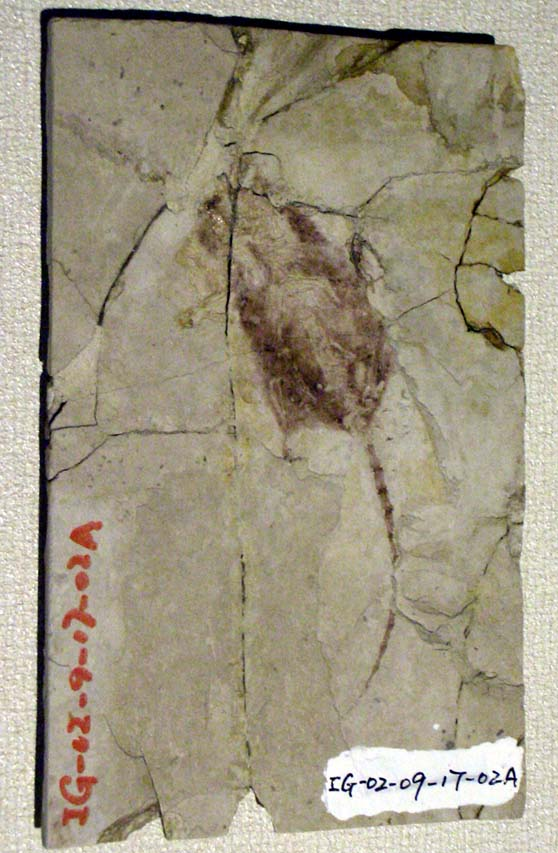
Fósil de Jeholodens jenkinsi mostrado en el Hong Kong Science Museum.

El holotipo, único espécimen conocido (GMV 2139a), consiste en un esqueleto articulado casi completo, con cráneo, encontrado en la Formación Yixian. Como la mayoría de mamíferos primitivos como Repenomamus, era un pequeño insectívoro de hábitos nocturnos. Su fórmula dentaria es {\displaystyle {\tfrac {4123}{4124}}}